# 都竹淳也
都竹 淳也（つづく じゅんや、1967年〈昭和42年〉3月2日 - ）は、日本の政治家。岐阜県飛騨市長（3期）。

## 来歴
岐阜県古川町（現・飛騨市古川町弐之町）出身。実家は大正時代から続く自転車店。古川町立古川小学校、古川町立古川中学校卒業。1985年（昭和60年）3月、岐阜県立斐太高等学校卒業。1989年（平成元年）3月、筑波大学第一学群社会学類卒業。同年4月、岐阜県庁に入庁。1994年（平成6年）10月、自治体国際化協会に派遣される。1999年（平成11年）4月、知事公室秘書課に異動。2001年（平成13年）4月、梶原拓知事の随行・政策秘書となる。2005年（平成17年）2月、古田肇知事の随行秘書となる。
総合企画部、商工労働部を経て、2013年（平成25年）4月、健康福祉部地域医療推進課障がい児者医療推進室長に就任。2015年（平成27年）12月、岐阜県庁を退職。
2016年（平成28年）2月の飛騨市長選挙に無投票で初当選した。3月7日、市長就任。
2020年（令和2年）、市長選に自民党・公明党の推薦を受けて立候補し、無投票で再選。
2024年（令和6年）、無投票で3選。

## 政策・人物
- 性的少数者（LGBT）や事実婚のカップルを認める「パートナーシップ証明制度」を導入予定。新婚世帯に支給している家賃補助や、夫婦への不妊治療助成についての要件を順次改正し、パートナーと認めたカップルにも適用する。入居者を親族に限定している市営住宅の条件も変更する[6]。2019年（平成31年）4月1日開始を目指しているが、市議会の賛同が得られず、導入は一旦延期された[7]。
- 2019年（令和元年）8月30日、ロケ誘致を目的とする、県内16市町による「ぎふロケツーリズム協議会」が発足。都竹は初代会長に選出された[8]。
- 2022年（令和4年）4月2日、飛騨市神岡町で県外に住む知人などと会食し、その後、出席者の新型コロナウイルス感染が確認された。6日夜、保健所から濃厚接触者にあたると連絡があり、7日朝、市内の医療機関を受診したところ自身も感染していることが判明した[9]。